# Uit het leven van Koning Gorilla
Uit het leven van Koning Gorilla is een satirisch pamflet dat in 1887 werd gepubliceerd door de uitgeverij B. Liebers in Den Haag, drukker en uitgever van Recht voor Allen, het tijdschrift van Ferdinand Domela Nieuwenhuis en zijn Sociaal-Democratische Bond. Het 24 bladzijden tellende boekje vermeldde geen auteur, maar het boekje is samengesteld uit teksten van Sicco Roorda van Eysinga en een andere auteur, die altijd anoniem gebleven is.

## Inhoud
Het pamflet is een reeks anekdoten uit het leven van een zekere Koning Gorilla. Dat leven is een aaneenschakeling van machtsmisbruik, seksuele uitspattingen, mishandelingen en dronkenschap. De meest krasse bewering is dat Koning Gorilla zijn vader zou hebben vermoord.
Tijdgenoten herkenden in de hoofdpersoon zonder moeite de Nederlandse koning Willem III. Hoewel de beweringen in het pamflet zwaar gechargeerd zijn, berust een groot deel ervan op waarheid. Zo had de koning zich in Clarens bij Montreux inderdaad schuldig gemaakt aan exhibitionisme. Vooral de relatie van Willem III met koningin Sophie is treffend beschreven. Koning Gorilla bedriegt, beledigt en mishandelt zijn echtgenote. Willem III deed dat ook.
Dat koning Willem III zijn vader Willem II vermoord zou hebben, is een hardnekkig gerucht, dat al in omloop was sinds zijn troonsbestijging. Nog in 2022 schreef Frans Peeters een boek over de zaak, Koningsmoord op Het Loo. Peeters kwam tot de conclusie dat het gerucht op waarheid berustte.

### De officiële visie en die van het pamflet
Zo beschreef een 19e-eeuws geschiedenisboek het optreden van de koning tijdens de watersnood in het Land van Maas en Waal van 1861:

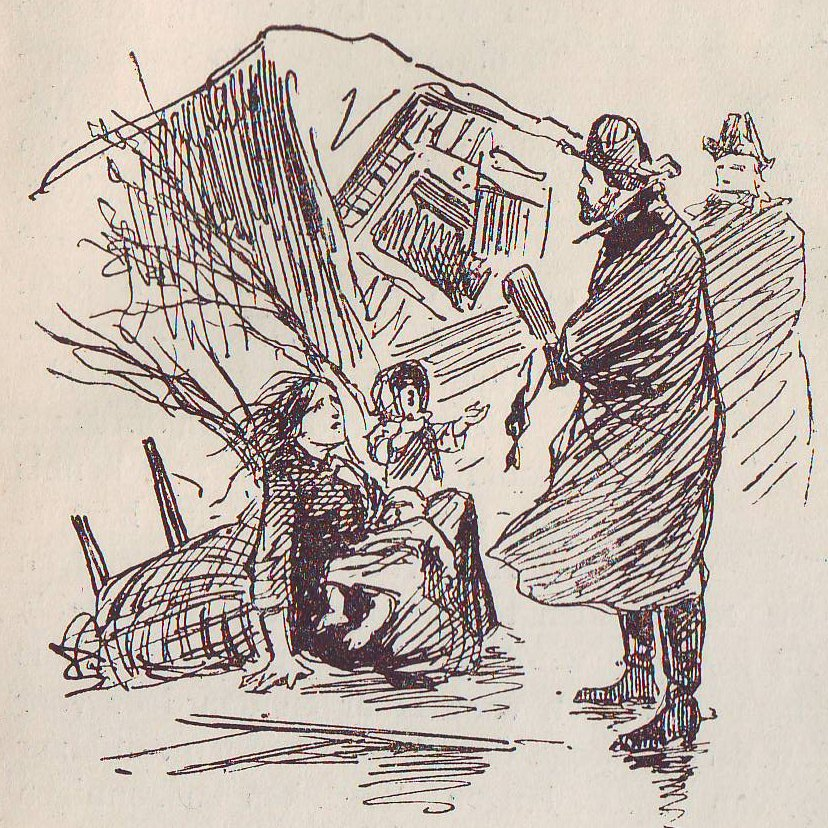
Willem III tijdens de watersnoodramp van 1861, tekening van Johan Braakensiek in P. Louwerse, Geïllustreerde vaderlandsche geschiedenis voor jong en oud Nederland

Eene zijner schoonste daden, die hem tevens den naam van held gaf, was zijn bezoek aan de overstroomde delen van ons land in het vroege voorjaar van 1861. Bij dat bezoek bleek het, dat het onzen Vorst niet aan persoonlijken moed ontbreekt, en dat zijn hart warm klopt voor allen, die hulp behoeven. Geen Romeinsche keizer deed ooit binnen Rome zulk eenen intocht als Koning Willem III in Den Haag, toen hij uit de overstroomde streken terugkeerde.
Uit het leven van Koning Gorilla zag het heel anders:
Uit een dergelijke daad van dronkenschap bedachten diezelfde groote bladen later een der schoonste heldenfeiten zijns levens! Gorilla was namelijk koning in een land waar wel eens watersnood was. Groot gaven de bladen op van de stoute stukken, die Gorilla daarbij uitvoerde. De waarheid is echter dat hij bij dien watersnood geregeld dronken was en dan de alleronzinnigste dingen deed, zoodat men meer last dan plezier van hem had. Zoo wilde hij eens, toen hij een zwaar stuk in had, dwars over de rivier de W..... loopen, waarin hij natuurlijk zou zijn verzopen, als zijn adjudanten hem niet met kracht en geweld hadden tegengehouden.
Uit het leven van Koning Gorilla heeft inderdaad een andere visie op de koning dan de toenmalige pers. Zo zegt het pamflet:
Voor dezen afschuwelijken Gorilla bogen ministers, volksvertegenwoordigers, generaals, admiraals, rechters, predikanten en al wat zich ‘hoog’ waande in den staat. Zij hadden altijd den mond vol van geliefd stamhuis, geëerbiedigd hoofd, ja noemden Gorilla zelfs een modelvorst, alleen omdat het een gekroonde Gorilla was en wijl zij gevoelden hem als hoofd te moeten huldigen hunner bende, die het aanlegde op de verblinding, de onderdrukking en de uitzuiging des volks.
Heel anders schrijft A.M. Chumaceiro in De Curaçaosche Courant van 21 november 1863:
Elk volk heeft zyne uitmuntende vorsten met bynamen beschonken. Grieken, gy kunt uwen Alexander, de Groote noemen; Romeinen, uwen Octavianus, Augustus heeten; Franken, noemt uwen Karel, de Groote; Noormannen, heet uwen Willem, de Veroveraar. Wy benyden die eeretitels niet. Wy zyn ryk in onzen Willem de Goede. Dat is een eerenaam, die wy voor den meest uitstekenden niet willen ruilen, en ook daarom niet, want dien naam van de Goede verdient hy ten volle, wanneer wy op al de schakeringen van dat doorluchtig karakter letten.’

## Ontstaan
Uit het leven van Koning Gorilla is een compilatie van twee teksten die in Recht voor Allen waren gepubliceerd. De eerste was ‘Fijne Beschuit’, in vier afleveringen gepubliceerd in het najaar van 1886 en ondertekend met ‘S.E.W. Roorda van Eysinga’. Het artikel bestaat uit een groot aantal anekdoten, waarvan maar een deel over Willem III gaat. Op 23 oktober 1886 publiceerde een anonymus een reactie op de tweede aflevering van ‘Fijne Beschuit’: ‘Heldendaden van een Doorrooker’, met nog meer anekdoten over Willem III. De informant van de schrijver moet goed ingevoerd zijn geweest in leger- en hofkringen.
Allebei de teksten noemen de naam van de koning niet en vergelijken hem alleen terloops met een gorilla. Uit het leven van Koning Gorilla is samengesteld uit deze twee teksten. Nu pas duikt de naam ‘Koning Gorilla’ op.
Toen de plannen om van de twee teksten een boekje te maken vorm kregen, lag het in de bedoeling het boekje op de zeventigste verjaardag van koning Willem III (19 februari 1887) te laten verschijnen. Dat is niet helemaal gelukt. De exacte datum van verschijning is niet bekend, maar het zal niet lang na deze verjaardag zijn geweest.

## Nasleep
Het pamflet verkocht goed, hoewel precieze cijfers over de oplage ontbreken. In het jaar van verschijnen is het tweemaal herdrukt. Ook later volgden enkele herdrukken, doorgaans met commentaar of in een bundel met andere teksten.
Sicco Roorda van Eysinga en de uitgever Bernhard Liebers zijn nooit vervolgd voor het pamflet, maar wel een buitenstaander, die niets te maken had met de totstandkoming ervan.
Alexander Cohen zag op 6 september 1887 de koning in zijn staatsiekoets voorbijrijden en riep: ‘Weg met Gorilla! Leve het socialisme! Leve Domela Nieuwenhuis!’ Het kwam hem op een proces wegens majesteitsschennis te staan. In eerste instantie verdedigde hij zichzelf en betoogde hij dat niet hij, maar het Openbaar Ministerie zich aan majesteitsschennis schuldig had gemaakt:
Ik zou wel eens willen weten welke overeenkomst er bestaat tussen het geëerbiedigde hoofd van onze gezegende Staat en een Gorilla. Eilieve, edelachtbare heren; mijn zoölogische kennis strekt zich waarschijnlijk niet zo ver uit als die van het Openbaar Ministerie, maar toch meen ik mij te herinneren dat het apenras zich hoofdzakelijk van het genus homo onderscheidt, doordien de vertegenwoordigers van het eerstgenoemde ras op vier handen lopen. Dit nu zag ik nooit van Willem III.
(...)
Het zal overbodig zijn nog meer bewijzen bij te brengen om u te overtuigen, indien gij er ooit aan getwijfeld mocht hebben, wat ik niet denk, dat een Gorilla geen koning en allerminst onze nobele, uitstekende koning kan zijn. Door te beweren dat hij beledigd zou kunnen zijn door de uitroep: ‘Weg met Gorilla!’ beledigt het Openbaar Ministerie zelf onze vorst en van dat ogenblik af heb ik en heeft ieder het recht datzelfde Openbaar Ministerie aan te klagen wegens majesteitschennis.
Niettemin werd Cohen veroordeeld tot zes maanden gevangenisstraf. In hoger beroep, waar hij verdedigd werd door Willem Paap, bleef de straf ongewijzigd.

## Edities
De volgende edities zijn bekend:
- Uit het leven van Koning Gorilla, B. Liebers, Den Haag, z.j., 24 p. (verschenen in 1887).
- Uit het leven van Koning Gorilla, z.pl., z.j., 16 p. (verschenen in 1887).
- Uit het leven van Koning Gorilla, z.pl., z.j., 12 p. (verschenen in 1887).
- Uit het leven van Koning Gorilla, Herziene uitgave, K.A. Bos, Amsterdam, 1897, 16 p.
- Uit het leven van Koning Gorilla, Wehrens, Middelburg, 1907, 16 p.
- Uit het leven van Koning Gorilla, P. Botbijl, Middelburg, 1912, 16 p.
- Uit het leven van Koning Gorilla, Nieuwe uitgave, De Vrije, Rotterdam, 1966, met een toelichting door Hans Jar, 38 p.
- Uit het leven van Koning Gorilla, in: Gandalf 17 (Amsterdam, 1967).
- Uit het leven van Koning Gorilla, in: Hop hop hop, hangt de socialisten op!, ‘een documentaire over het opkomende socialisme in de jaren tachtig’, samengesteld door Leonard de Vries, Polak & Van Gennep, Amsterdam, 1967, p. 202-217.
- S.E.W. Roorda van Eysinga, Het leven van Koning Gorilla, met annotaties van Boudewijn Sirks, z.pl., 1987.
- Uit het leven van Koning Gorilla, in: Willem III: Koning Gorilla, met een inleiding door Dennis Bos, Uitgeverij Aspekt B.V., Soesterberg, 2002.

Er zijn diverse kleine verschillen tussen de edities.